# Connie Berry
Connie Mack Berry (Spartanburg, 19 aprile 1915 – Fayetteville, 24 giugno 1980) è stato un giocatore di football americano e cestista statunitense, professionista nella NFL, nella AAFC e nella NBL.

## Palmarès
- 2 volte campione NBL (1941, 1942)